# Dieter Giebken
Dieter Giebken (Münster, 9 de desembre de 1959) va ser un ciclista alemany, que va destacar en el ciclisme en pista. Va guanyar tres medalles als Campionats del món de Tàndem, i dues més als de Keirin.
Als Campionats del món de 1983, després de guanyar un bronze en Tàndem amb el seu company Fredy Schmidtke, van ser desqualificats després de donar positiu per efedrina en control antidopatge aquest últim.

## Palmarès
- 1978
  -  Campió d'Alemanya amateur en Velocitat
  -  Campió d'Alemanya en Tàndem (amb Hans Peter Reimann)
- 1979
  -  Campió d'Alemanya en Tàndem (amb Hans Peter Reimann)
- 1980
  -  Campió d'Alemanya en Tàndem (amb Fredy Schmidtke)
- 1981
  -  Campió d'Alemanya en Tàndem (amb Fredy Schmidtke)
- 1982
  -  Campió d'Alemanya en Tàndem (amb Fredy Schmidtke)
- 1983
  -  Campió d'Alemanya en Tàndem (amb Fredy Schmidtke)
- 1985
  -  Campió d'Alemanya en Puntuació